# Теорија радне вредности
Теорија радне вредности је економска теорија која тврди да је цена сваке робе примарно одређена квантитетом и квалитетом утрошеног минулог и живог рада, објективно утрошених фактора производње (капитала и рада) у њеном стварању, тј. самом вредношћу робе. Између цене и вредности робе не постоји унапред дата подударност. Посредством тржишног механизма долази до сталног, већег или мањег, одступања цена од вредности. Таква размена назива се нееквивалентна размена.
Теорија радне вредности се обично повезује са марксистичком економијом, иако се појављује и у теоријама ранијих класичних либералних економиста као што су Адам Смит и Дејвид Рикардо, све до Вилијама Петија, а преузима је и анархистичка политичка економија. Смит је видео цену робе у смислу рада који купац мора да потроши да би је купио, што одражава концепте колико радна снага може, на пример, да уштеди купцу. 
Теорија радне вредности је централна за марксистичку теорију, која тврди да се радничка класа експлоатише у капитализму, тако што се од укупне нове створене вредности исплаћује само део радницима у најамнини, а остатак чини вишак вредности који се расподељује на профит, камату и ренту, а с обзиром на велику улогу државе у савременој економији и на порез. Раритет је да Маркс никада није поменуо своју теорију вредности као "радну теорију вредности" кроз своје списе. 
Неокласична економија негира потребу за теоријом радне вредности, уместо тога концентрише се на теорију о ценама базираној на граничној корисности и кретањима понуде и потражње.
Међутим, у емпиријским истраживањима на основу инпут-аутпут таблица из националних рачуна многих земаља, утврђен је изненађујуће високи коефицијент корелације (од 0,96 до 0,98) између уложених радних часова у индустријским секторима и годишњих прихода израчунатих по тржишним ценама. Да би се проверила валидност корелације, тестирани су други инпути попут нафте, електричне енергије или пољопривредних производа, пошто су и ове компоненте исто као људски рад нашироко присутне у интермедијалној потрошњи индустријских грана, али добијени резултати су драматично испод 0,7 или 0,5 што упућује на исправност претпоставки теорије радне вредности.
Истраживања заснована на пробибалистичком приступу и методима статистичке механике примењеним на економију, које су концепирали израелски математичари Моше Мачовер и Емануел Фаржун средином 1980-тих, утврђено је да корелације нису случајне, јер тржишне цене дивергирају од очекиване математичке вредности која репрезентује нову вредност додату у производњи, на примеру Велике Британије, за неких 15% у опсегу једне стандардне девијације. Дакле, иако тржишне цене могу да флуктуирају јако широко, ипак се концентришу око вредности добијених на основу укупно утрошених радних часова потребних за производњу добара. То се тумачи као емпиријска потврда теорије радне вредности пошто она управо и тврди да у просеку тржишне цене имају своју "гравитациону тачку" око вредности изражене радним часовима.
У прилог валидности теорије радне вредности иду и компјутерске симулације тржишних размена између агената који размењују рад за новац, селећи се из једне пословне гране у другу, а по случајној функцији процењују куповину произведених добара. Резултати компјутерских опита су показали да када се постигне максимална ентропија система тржишне цене, упркос мноштву случајних процена агената, у високом Пирсоновом коефицијенту следе вредности обрачунатих на основу радних сати. Овакви налази се подударају са емпиријским добијеним коефицијентима корелације на примеру реалних економије, попут Сједињених Држава, Јапана, Велике Британије, Грчке, Немачке итд.
Насупрот овим успесима теорије радне вредности, либертаријанска теорија ординалне граничне корисности заједно са неокласичном теоријом цена, немају успешно конципиране експерименталне провере.